# Óriás-tündérrózsa
Az óriás-tündérrózsa (Victoria) a tündérrózsa-virágúak (Nymphaeales) rendjébe és a tündérrózsafélék (Nymphaeaceae) családjába tartozó nemzetség.

## Rendszerezés
A nemzetségbe az alábbi 2 faj tartozik:
- amazonasi óriás-tündérrózsa (Victoria amazonica) (Poepp.) Klotzsch - típusfaj
- Victoria cruziana Orb.